# República socialista soviética autônoma
República Socialista Soviética Autônoma (RSSA) da União Soviética (em russo:  автономная советская социалистическая республика, АССР) era um tipo de unidade administrativa na União Soviética criada para certas nações. As RSSAs tinham um estatuto inferior ao das Repúblicas da União Soviética, mas mais elevados do que os oblasts autônomos e os okrugs autônomos.
Na República Socialista Federativa Soviética da Rússia, por exemplo, os presidentes do Governo das RSSAs eram oficialmente membros do governo. Ao contrário das repúblicas, as repúblicas autônomas não tinham o direito de se afastarem da União. O nível de autonomia política, administrativa e cultural de desfrutaram variou com o tempo - foi mais substancial na década de 1920 (Korenizatsiya), na década de 1950 após a morte de Josef Stálin e na era de Leonid Brejnev.